# Kustom Kulture

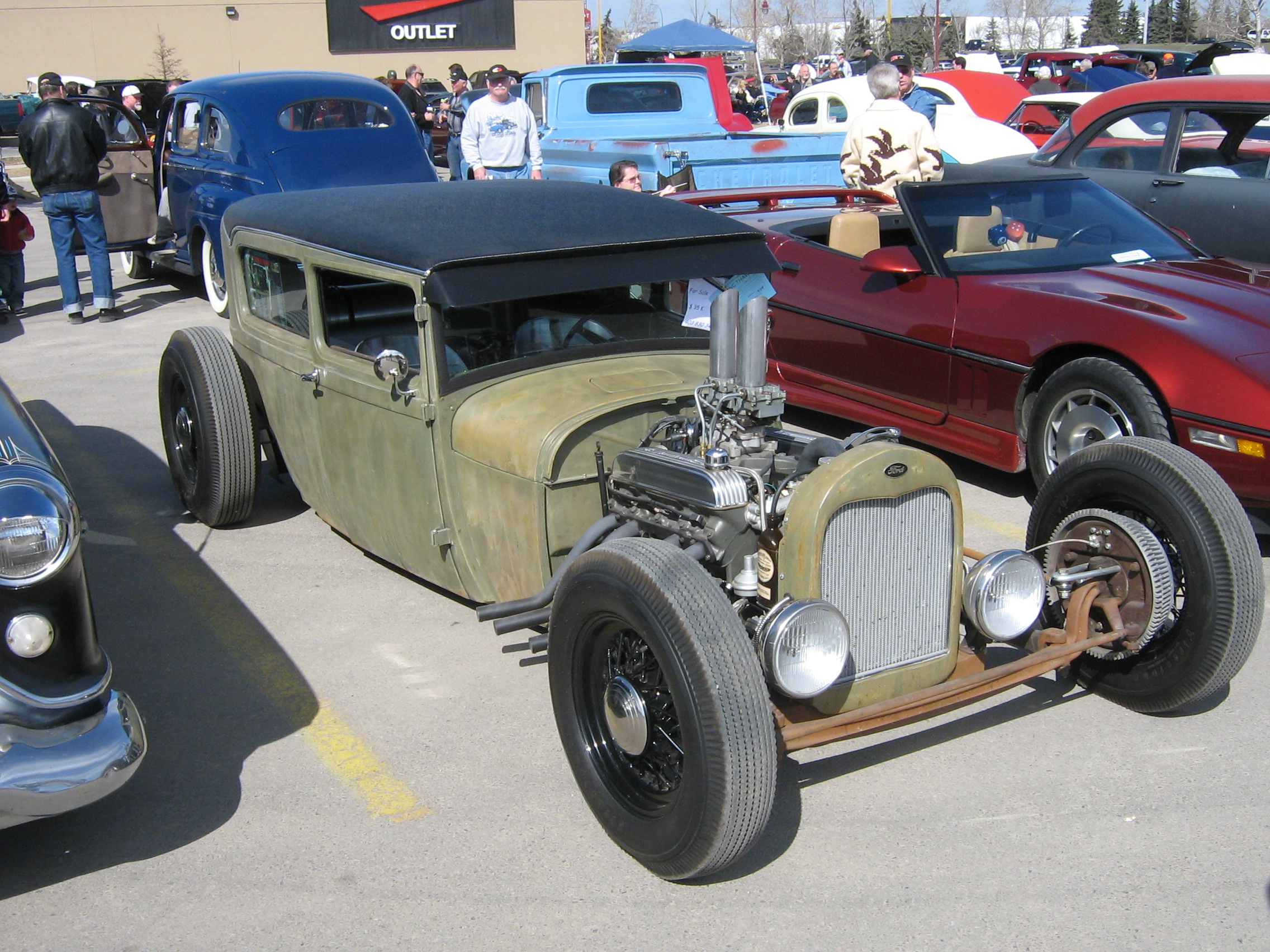
Um hot rod, restaurados aos moldes da Kustom Kulture

Kustom Kulture (no Brasil, tratada como Kultura Kustom) é uma cultura surgida na década de 1950, onde o pilar principal é a customização, ou seja, a alteração das partes originais, para modificação desejada pelo autor. Empregada em diversas áreas artística e profissionais como customização de autos e motos, (aerografia, pinstriping), artes como tatuagem, música, entre outros meio, além de caracterizar um estilo de vida. O conceito surgiu nos Estados Unidos e possui adeptos em todo o mundo nos dias atuais. 

## História

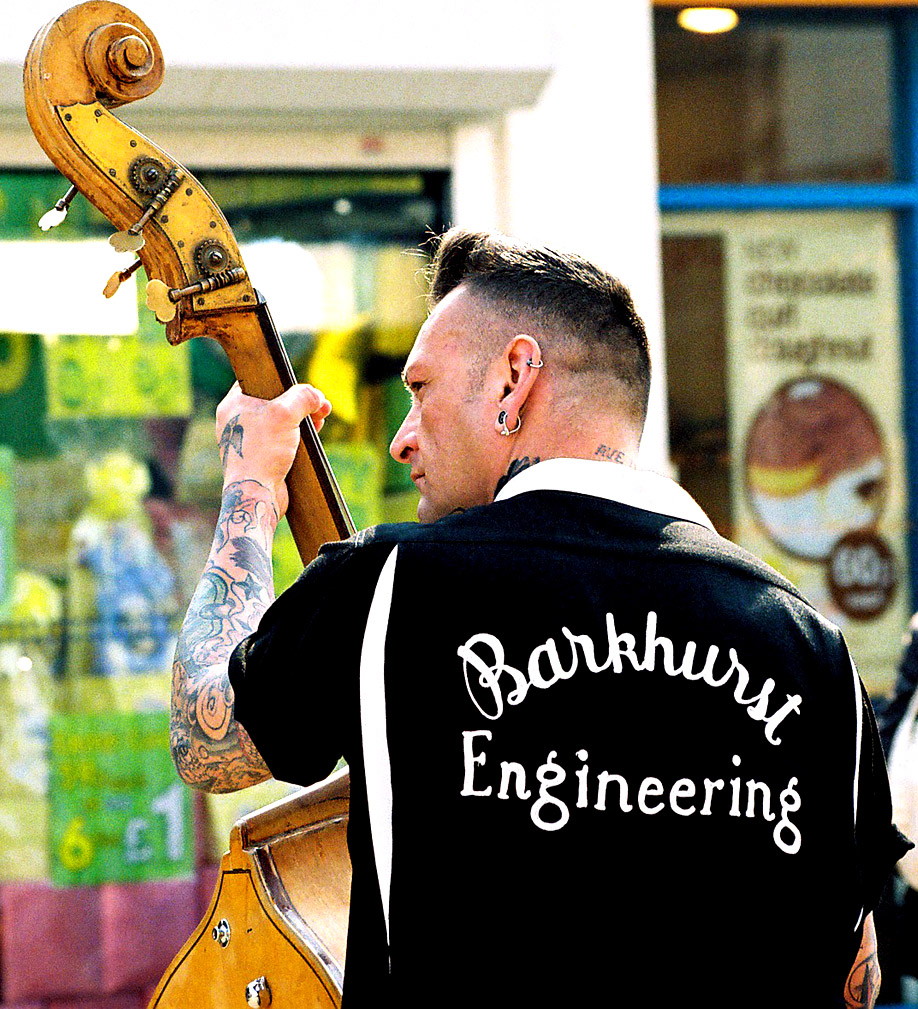
Rockabilly, presente na KK.

Nas primeiras manifestações das cultura hot-roding, modas e estilos foram surgindo. Ao longo do tempo, cada um desses estilos distintos de personalizar, se misturaram e reformularam vida cotidiana. Artistas como Von Dutch Kenny Howard, construtores de automóveis personalizados como Ed Roth e Jeffries Dean, customizadores de lowrider's como os irmãos Barris (Sam e George Barris), juntamente com os numerosos tatuadores, pintores de automóveis, bandas musicais e programas de televisão e filmes como American Graffiti, Happy Days, The Munsters (A Koach Munster, Drag-u-la) e The Monkees (The Monkeemobile)  e outras mídias ajudaram a formar o que é conhecido como Kustom Kulture.
Normalmente Kustom Kulture é identificado com o greasers da década de 1950, os pilotos de hot-rod dos anos 1960, e os lowriders da década de 1970. Outras subculturas que tinham uma influência na Kustom Kulture são os Skinheads, mods e rockers dos anos 1960, o punk rockers dos anos 1970, a música de metal e rockabilly, juntamente com o scooterboys da década de 1980, e psychobilly da década de 1990. Cada cultura contribuiu para as características que temos nas personalizações de seus próprios carros, criando sua própria moda, influenciando a música, e acrescentando suas próprias idéias do que é legal, do que é aceitável e o que não é. Tudo a partir de trabalhos de pinturas, aerografia, pinstriping, em suas Harley-Davidson e Triumph Motocicletas, utilizando bastante metalflake, candys, ferrugem natural e primers preto fosco, junto com a música, desenhos animados e filmes de monstros tiveram um impacto sobre o que define tudo e todos que fazem parte desta cultura.
Na década de 1990 e 2000, Kustom Kulture tomaram renascimento de subculturas americanas dos anos 50 e 60 com atividades. Cada estilo é diferente, e tem raízes na história do automóvel americano. Muitos estilos que não teria tolerado no passado uns aos outros, agora mostram-se juntos em eventos e atividades.
O renascimento da Kustom Kulture tem observado o uso do termo "Graphics Kustom" para descrever o estilo de arte com as subculturas associadas, seja aplicado a cartazes, folhetos, camisetas e logos.

## Etimologia
A palavra Kustom Kulture é um neologismo estadunidense usado para descrever a subcultura de modo sutilmente rebelde, onde troca-se os "C" pelo "K" apenas para remontar uma possivel "customização" da palavra.